# Vodopády Paulo Afonso
Vodopády Paulo Afonso (portugalsky Cachoeira de Paulo Afonso) jsou přírodní úkaz na řece São Francisco v Brazílii. Jejich energie je od poloviny 20. století využívána soustavou vodních elektráren Paulo Afonso, které jsou součástí Kaskády na řece São Francisco.

## Historie
Řeka Sao Francisco byly objevena Portugalci v roce 1522 a její 304 km dlouhý úsek od ústí až k vodopádům je splavný. Ohromující přírodní úkaz je tak Evropanům známý již od první poloviny 16. století. Na obraze holandského mistra Franse Posta z roku 1649 lze rozeznat tři hlavní proudy jako charakteristický rys při běžném průtoku. Olejomalba E.F.Schuteho z roku 1850 naznačuje další historickou vlastnost vodopádů, přeplnění celého údolí vysokým povodňovým průtokem. Plocha povodí řeky Sao Francisco se z většiny nalézá v jedné z nejsušších oblastí Brazílie, kde menší vodní toky v suchém období zcela vysychají. Dlouhodobé lijáky však dokáží zvednout hladinu řeky až o deset metrů. Průtoky maximálních stavů dosáhly hodnoty až 30 000 m3/s, průměrné roční povodňové maximum je 14 000 m3/s. V takovém případě se voda řítila do kaňonu řeky nejen standardním korytem vodopádů, ale i skrze ostatní průrvy na pravém břehu, na kterých byla později vybudována vodní díla. Při takových stavech přesahovala celková šířka přelévaného břehu 2 km.
Vodopády byly nejznámějšími katarakty v Jižní Americe. Castro Alves, považovaný ze nejvýznamnějšího brazilského romantického básníka, věnoval vodopádům pozornost v jedné ze svých nejznámějších básní A Cachoeira de Paulo Afonso. Během geologické výpravy se vodopády dostaly do objektivu nejvýznamnějšího brazilského fotografa Marca Ferreze.
Po výstavbě vodních děl popularitu vodopádů Paulo Afonso převzaly vodopády Iguacú, které vývoj brazilské hydroenergetiky přežily. Spolu se 40 m vysokými vodopády Sete Quedas na řece Paraná, které byly zatopeny přehradní nádrží Itaipú byly nejmohutnějšími vodopády v Jižní Americe a patřily mezi deset nejmocnějších vodopádů na světě. Svým hydrodynamickým výkonem jsou srovnatelné s Niagarskými vodopády, jejichž osud byl však na přelomu 19. a 20. století zachráněn stanovením minimálního přepadu. Instalovaný výkon vodního díla Paulo Afonso je srovnatelný s výkonem elektráren na Niagáře.

## Popis
Po dostavení hydroenergetického komplexu Paulo Afonso se koryto vodopádů ocitlo pod přelivy 30 m vysoké hráze, které pouze v případě vysokých stavů, které nelze převést přelivy elektrárny Paulo Afonso IV, přepouštějí vodu do legendárního kaňonu.

V takovém případě lze vodopády popsat jako 84 m vysoké, s nejvyšším kolmým stupněm 56 m, se třemi hlavními proudy spojujícími se v jeden jazyk, padající na 24 m vysokém srázu do kaňonu řeky směrem k výpustem z vodních děl. 

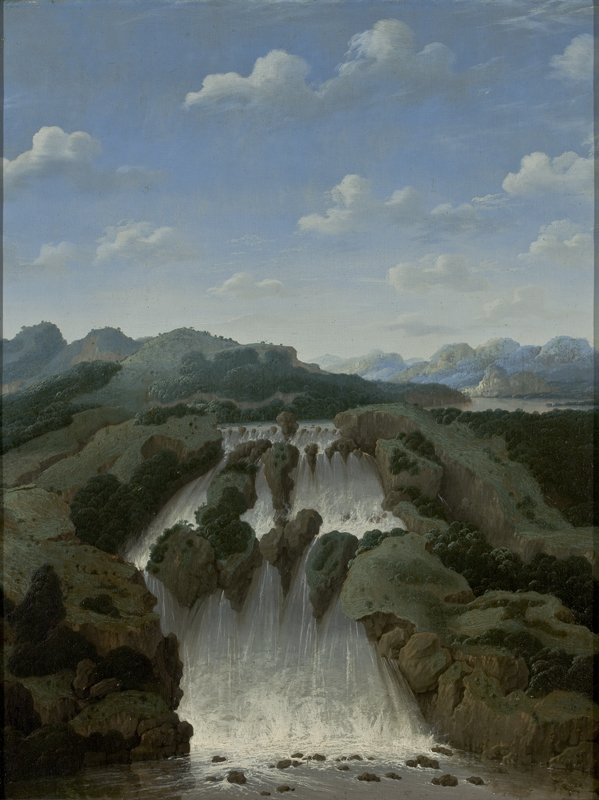
Olejomalba Franse Posta z roku 1649
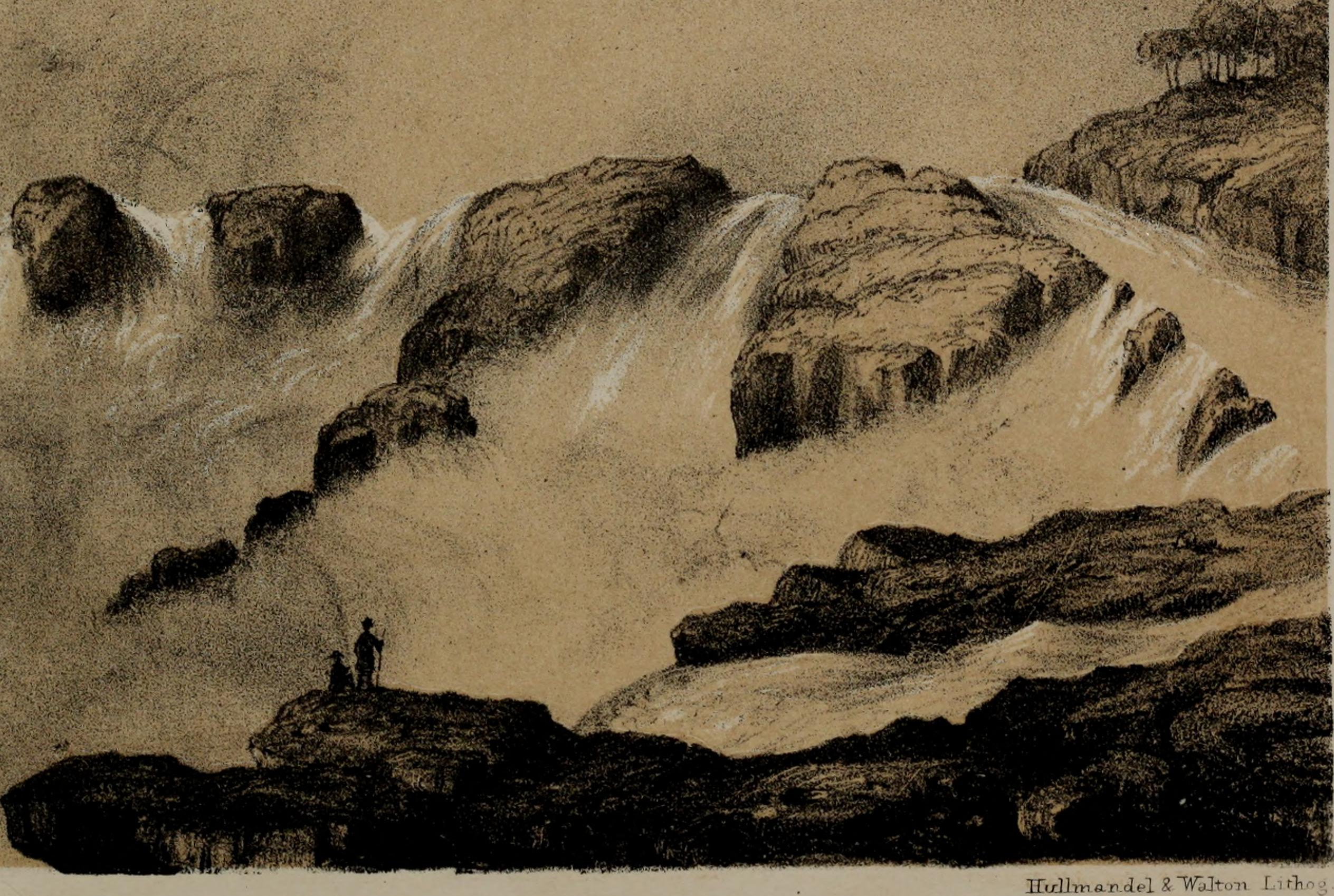
Skica z roku 1845 s detailem levého ramene
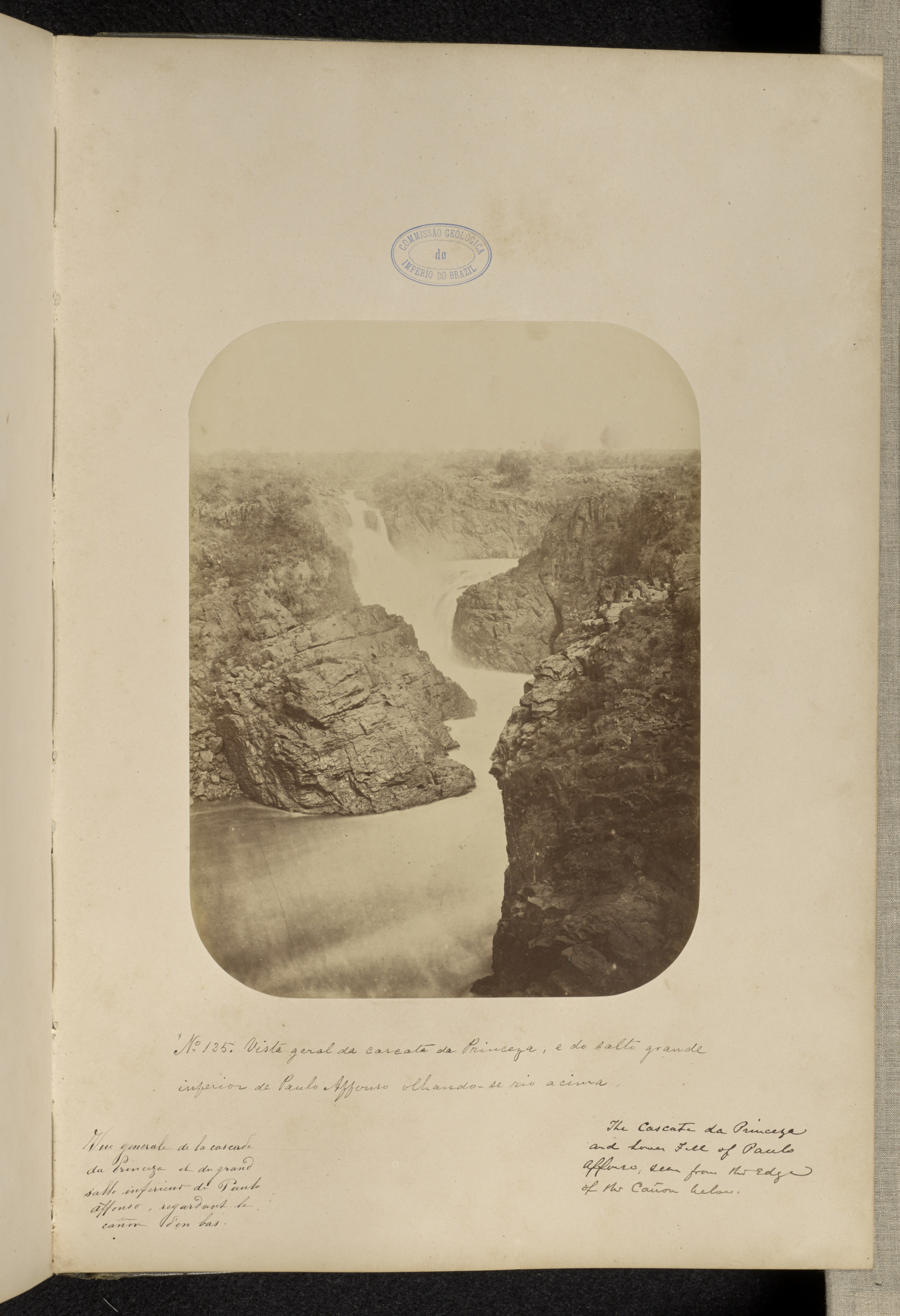
Fotografie v geologickém věstníku z roku 1875
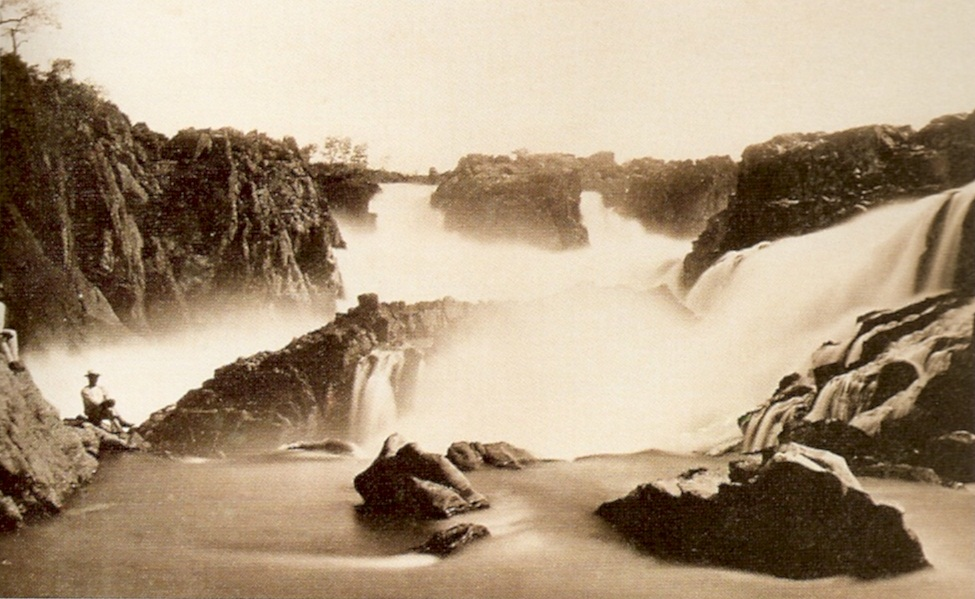
Další fotografie Marca Ferreze z roku 1875
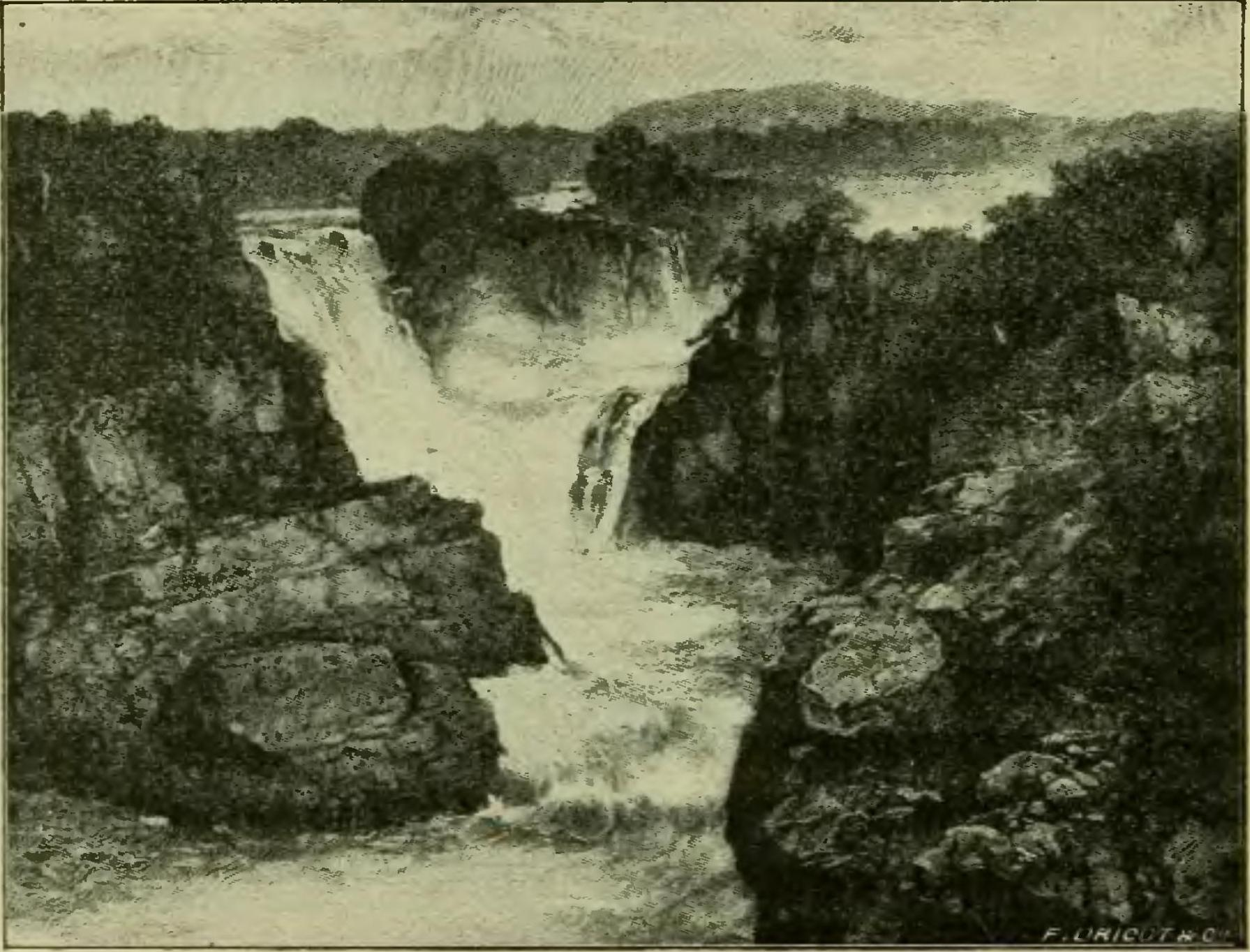
Standardní pohled na fotografii z roku 1903
V pozadí údolí vodopádů pod hrází Moxotó (1966)
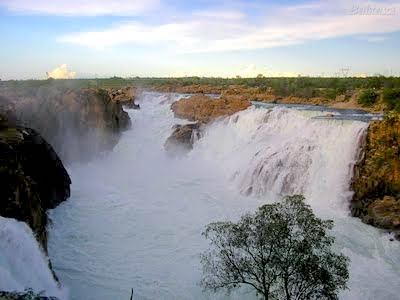
Vodopády již jako přeliv vodního díla